# ReadyBoost
ReadyBoost es una tecnología de caché de disco incluida por primera vez en el sistema operativo Windows Vista. Su objetivo es hacer más veloces a aquellos ordenadores que se ejecutan con el mencionado sistema operativo mediante la memoria flash de memorias USB, tarjetas SD, CompactFlash o similares.

## Mejora del rendimiento
Una de las formas de mejorar el rendimiento en los ordenadores es agregando más memoria, en particular la RAM, pero hacer esto puede generar algunas dificultades y en ocasiones un alto costo. El concepto ReadyBoost de usar las memorias Flash USB como memoria caché es mucho más simple.
La memoria virtual suele encontrarse en el disco duro del ordenador: así pues, lo que se plantea es que no se use el disco duro sino la memoria tipo flash, ya que generalmente estas últimas son más rápidas que los discos duros.

## Requerimientos
Para que un dispositivo sea compatible con ReadyBoost debe cumplir con los siguientes requerimientos:
La capacidad de la unidad extraíble debe ser de al menos 256 MB (250 MB después de formatear, Windows 7 informa  en su Event Log de una memoria requerida de 235 MB).
Windows 7 acepta hasta 12 dispositivos con un máximo de 256 GB de memoria adicional, con hasta 32 GB en un dispositivo simple de almacenamiento.
El dispositivo debe tener un tiempo de acceso de 1 ms o menos.
El dispositivo debe ser capaz de leer a 2,5 MB/s para 4 KB de lecturas aleatorias diseminadas uniformemente a través de todo el disco, y de 1,75 MB/s de velocidad de escritura para 512 KB de escrituras aleatorias en todo el dispositivo.
Vista ReadyBoost soporta NTFS, Fat16  y FAT 32 desde 
el SP1. Windows 7 también soporta el nuevo sistema de archivos exFAT. Como el caché ReadyBoost está almacenado en un solo archivo, el dispositivo de almacenamiento debe estar formateado a NTFS o exFAT para cachés más grandes de 4 GB soportados por el límite de FAT32 (o 2 GB en FAT16).
Windows 7 soporta varios dispositivos para ReadyBoost a diferencia de Windows Vista que sólo soportaba uno. En Windows 7 ReadyBoost fue mejorado resultando en un mejor rendimiento. 
ReadyBoost no está disponible en Windows Server 2008.
ReadyBoost queda deshabilitado si Windows esta instalado en un disco SSD pues las unidades de disco sólido son tan rápidas que no recibirían beneficio en rendimiento al utilizar la función.
Windows 8 ReadyBoost ahora puede "dedicar" toda la capacidad de un dispositivo para acelerar el sistema
Windows 10 incluye ReadyBoost
Windows 11 incluye ReadyBoost